# Sciaphila stellata
Sciaphila stellata är en enhjärtbladig växtart som beskrevs av Leonid Vladimirovitj Averjanov. Sciaphila stellata ingår i släktet Sciaphila och familjen Triuridaceae.
Artens utbredningsområde är Vietnam. Inga underarter finns listade.